# Wypadek drogowy

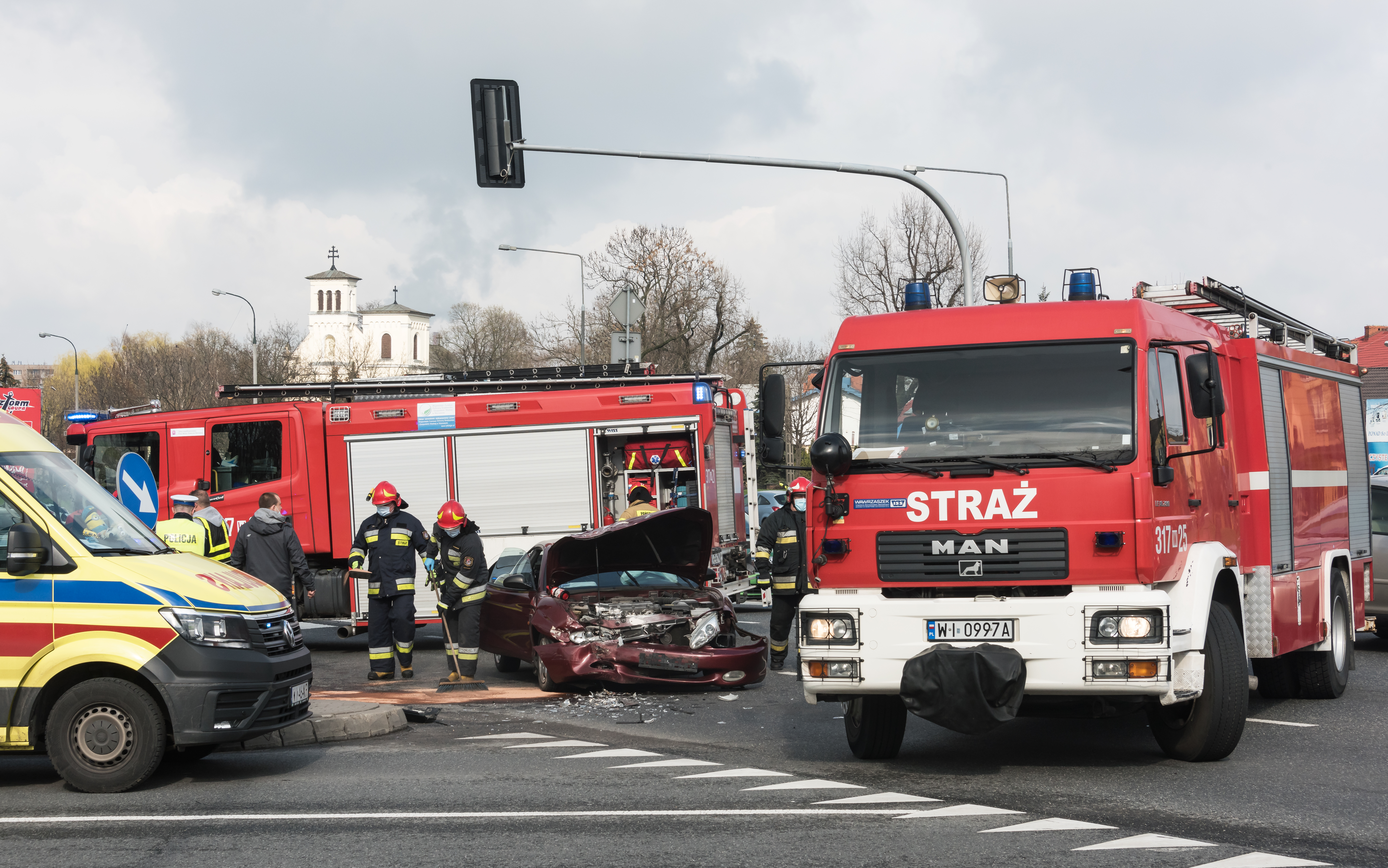
Wypadek drogowy (Warszawa, 2021)

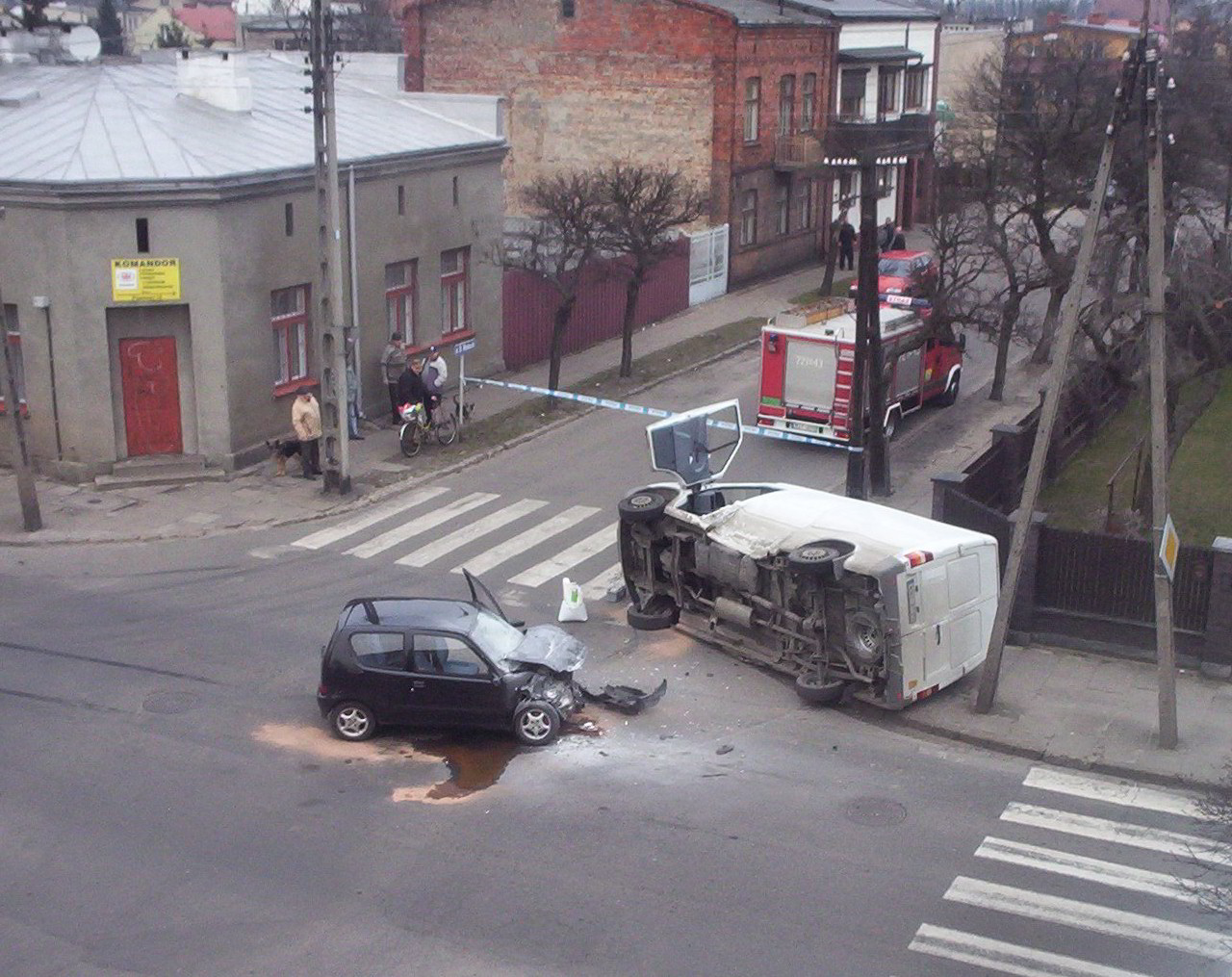
Wypadek drogowy (Żyrardów, 2008)

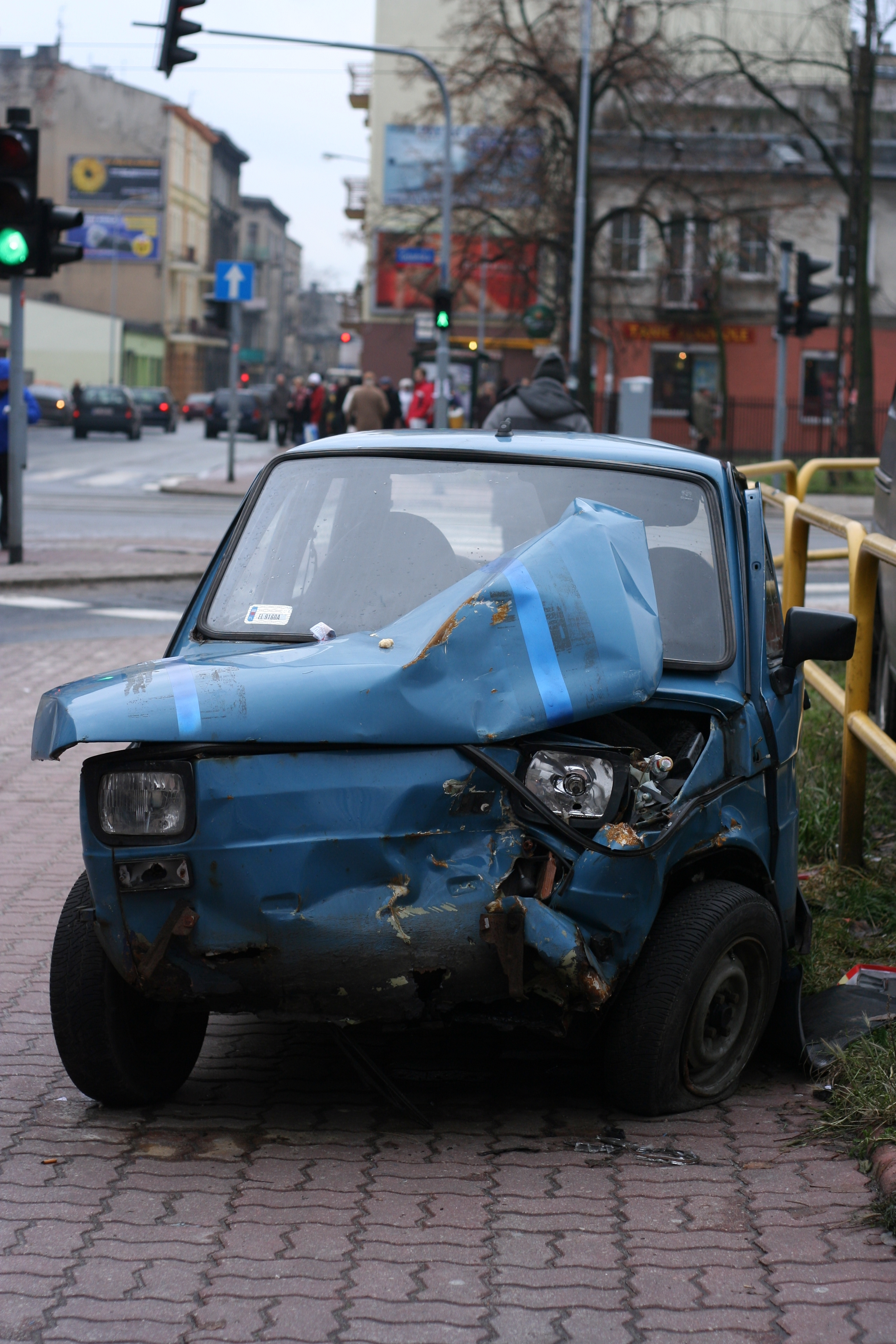
Wypadek drogowy (Łódź, 2007)

Wypadek drogowy – zdarzenie w ruchu drogowym, gdzie jeden lub więcej uczestników ruchu drogowego bierze udział w zdarzeniu, w wyniku którego uczestnik ruchu drogowego został ranny lub doszło do jego śmierci.
W takich sytuacjach należy bezzwłocznie wezwać policję, pogotowie i w razie potrzeby straż pożarną (kiedy liczba poszkodowanych jest znaczna lub są oni uwięzieni w pojazdach, pojawia się zagrożenie pożarowe lub doszło do wycieków substancji ropopochodnych).

## Statystyki ofiar wypadków drogowych

Udział pieszych (%) wśród śmiertelnych ofiar wypadków drogowych. Dane WHO (2016).
Legenda:
10,7 — 14
14,2 — 17,6
18,1 — 20,8
21,2 — 24,3
24,6 — 27,9
28,5 — 31,4
32 — 34,8
35 — 38,4
38,7 — 41,9

10,7 — 14
     14,2 — 17,6
     18,1 — 20,8
     21,2 — 24,3
     24,6 — 27,9
     28,5 — 31,4
     32 — 34,8
     35 — 38,4
     38,7 — 41,9

### Na świecie
Według statystyk Światowej Organizacji Zdrowia (WHO) od 1869 roku – kiedy odnotowano pierwszy wypadek śmiertelny w wyniku wypadku drogowego zginęło na świecie 35 mln osób. Obecnie na drogach wszystkich kontynentów – według danych Organizacji Narodów Zjednoczonych – ginie rocznie ok. 1,2 mln osób (co 30 sekund jeden człowiek), a 30-50 mln odnosi obrażenia. Większość ofiar pochodzi z państw rozwijających się.
Około 40 proc. wszystkich zabitych stanowią dzieci i młodzież.
Najwięcej osób w wypadkach drogowych ginie w Chinach. Współczynnik liczby zgonów przypadających na 10 tys. pojazdów w ubiegłym roku w tym kraju wynosił 5,1, gdzie średnia światowa to 2.
Brytyjski badacz, Rune Elvik, dopracował model analizy statystycznej znanej jako model mocy (Power Model). Elvik wykorzystał dane z kilkunastu krajów w celu oszacowania, jak bardzo wzrasta liczba ofiar wraz z określonym wzrostem prędkości na drogach. Kiedy rząd brytyjski zaproponował podniesienie limitu prędkości na autostradach z 70 do 80 mil na godzinę (z ok. 113 km/h do ok. 129 km/h), badacz poinformował, że nawet przy szacunku zwiększenia realnej prędkości o 3 mile na godzinę (ok. 5 km/h), można zakładać około 25 ofiar śmiertelnych i 100 poważnie rannych osób więcej w skali roku. Władze wycofały się z pomysłu. 
Jeśli samochód porusza się z prędkością 40 mil na godzinę (ok. 65 km/h), ryzyko zabicia pieszego jest 3,5– 4,5 razy wyższe w porównaniu do jazdy z prędkością 30 mil na godzinę (ok. 50 km/h).
Grupa robocza do spraw bezpieczeństwa ruchu drogowego w Stanach Zjednoczonych obliczyła, że odsetek zabitych pieszych wynosi 2,3% w przypadku samochodów poruszających się z prędkością 10– 20 mil na godzinę (ok. 16– 32 km/h). Gdy prędkość rośnie do 40 mil (65 km/h) i więcej, 54% ludzi ginie.

### W Polsce
- 2019 – zgłoszono 30 288 wypadków drogowych. Nastąpił spadek liczby wypadków w porównaniu z 2018 – mniej o 1386 wypadków (-4,4%). W wyniku wypadków drogowych 2909 osób poniosło śmierć, rannych zostało 35 477 osób, w tym ciężko 10 633[7];

- 2018 – wydarzyło się 31 674 wypadków drogowych w wyniku których śmierć poniosło 2862 osób a rannych zostało 37 359 osób. Oznacza to spadek liczby wypadków o 3,3%, wzrost liczby ofiar śmiertelnych o 1,1% i spadek liczby rannych o ponad 5,3% względem roku 2017[8];
- 2017 – miało miejsce 32 760 wypadków, 2831 ofiar śmiertelnych, 39 466 rannych[7].

Jeszcze w 2009 liczba zabitych w wypadkach drogowych przekraczała 5 tys. osób, a w 2010 – 4 tys..
W Polsce na 100 000 mieszkańców przypada 7,2 ofiary wypadków drogowych rocznie, przy czym średnia w Unii Europejskiej wynosi około 5.
W roku 2007 młodzi ludzie, w wieku 18-24 lat, spowodowali ponad 7 tys. wypadków samochodowych, w których zginęło 860 osób, a motocykliści – 337, w których było 64 ofiar śmiertelnych. Według danych GUS-u oraz prof. Krystyny Iglickiej czterokrotnie większa umieralność mężczyzn w wieku od 20 do 24 lat, w stosunku do umieralności kobiet w tym samym przedziale wiekowym, jest spowodowana głównie przez śmiertelne wypadki drogowe w Polsce.
Najczęstsze przyczyny wypadków drogowych to niedostosowanie prędkości do warunków ruchu, nieprzestrzeganie pierwszeństwa przejazdu, nieprawidłowe zachowanie wobec pieszego oraz prowadzenie pojazdu pod wpływem alkoholu. Uczestnicy ruchu znajdujący się pod wpływem alkoholu byli w 2012 roku sprawcami 4467 wypadków (12,1% wszystkich wypadków drogowych w Polsce), w wyniku których śmierć poniosło 584 osób. Nie bez znaczenia jest również zły stan techniczny dróg, ciągle zwiększająca się liczba pojazdów oraz niedostosowanie infrastruktury drogowej do potrzeb.

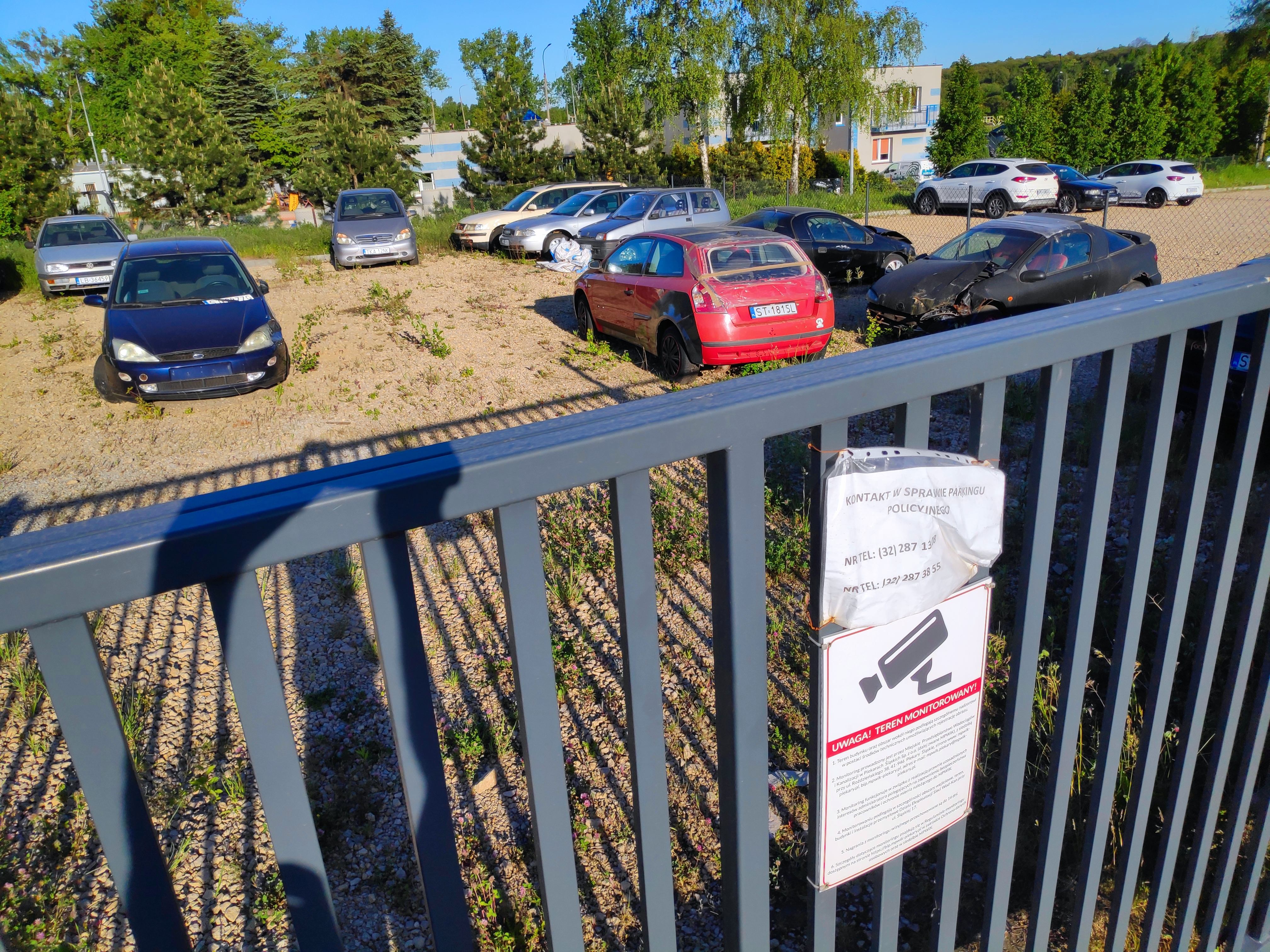
Parking Policyjny z pojazdami m.in. porzuconymi po wypadkach drogowych w Piekarach Śląskich

Spośród ponad 2,9 tysięcy ofiar wypadków drogowych w 2018 roku ok. 19% to piesi, a wraz z rowerzystami wypadki z udziałem niechronionych użytkowników dróg wynoszą około 40% wszystkich wypadków drogowych. Połowa wypadków ma miejsce po zmierzchu. Ponad 84% pieszych zabitych w wypadkach w województwie mazowieckim w 2011 poniosło śmierć po zmierzchu. W I połowie 2011 w godzinach od 14:00 do 19:00 doszło do ponad 40% wypadków.
Analizy Banku Światowego z 2009. roku wykazały, że wypadki drogowe w Polsce przyczyniają się nie tylko do olbrzymich szkód społecznych, ale również powodują kolosalne koszty ekonomiczne. Zdaniem ekspertów tej organizacji całkowite koszty bezpośrednie i pośrednie (utrata produktywności, transfery socjalne) wypadków drogowych wynoszą 10 miliardów dolarów, co stanowi ok. 1,5% rocznego PKB Polski.